# Пропозиція (журнал)
Пропозиція — спеціалізоване щомісячне українське видання з питань агробізнесу.
Видається з серпня 1994 року. Журнал поширюється по всіх регіонах України тиражем 18 100 примірників, з них 59 % — адресно керівникам підприємств сільськогосподарського профілю, 35 % — через передплату, 6 % надходить у роздрібний продаж.
Видання розраховане на керівників сільськогосподарських підприємств усіх форм власності, агрономів, спеціалістів із захисту рослин, фермерів, викладачів та студентів аграрних та економічних ВНЗ.
Обсяг журналу — 128 сторінок формату А4. Мова — українська.

## Основні розділи
- Інформація
- Господарства і господарі
- Економіка
- Рослинництво
- Захист рослин
- Тваринництво та ветеринарія
- Машини та обладнання

а також прайс-листи.
Надаються практичні поради фахівців з сільського господарства, економіки, бухгалтерського обліку.

## Адреса
01054 м. Київ, вул. Тургенєвська, 38, а/с 7, редакція журналу "Пропозиція".